# Lăng mộ của Mausolus

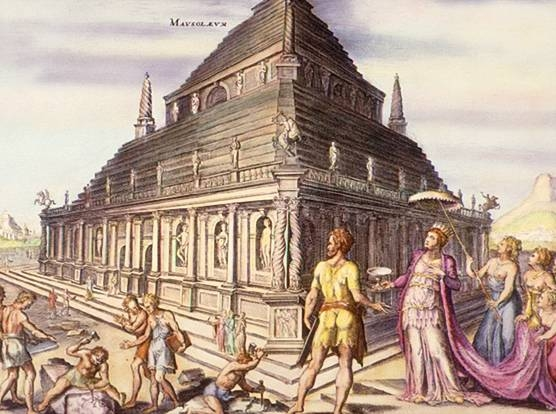
Một hình ảnh tưởng tượng về Lăng mộ Mausolus, từ một bức tranh khắc năm 1572 của Martin Heemskerck (1498-1574), ông đã tái hiện nó dựa trên những lời miêu tả

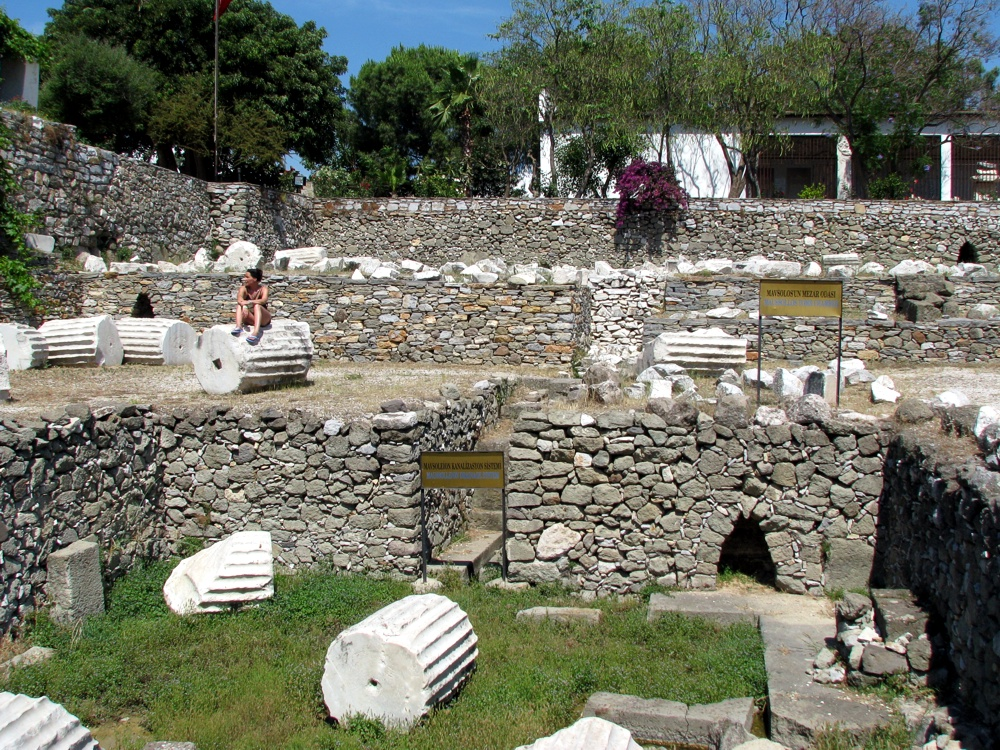
Di tích của Lăng mộ Mausollos ngày nay

Lăng mộ Mausolus, hay Lăng mộ ở Halicarnassus là một lăng mộ được xây dựng trong giai đoạn 353 TCN–350 TCN tại Halicarnassus (Bodrum, Thổ Nhĩ Kỳ hiện nay), dành cho Mausolus (tiếng Hy Lạp Μαύσωλος – Maúsōlos), vị vương hầu một tỉnh thời Đế chế Ba Tư, và Artemisia, vợ và chị ông. Nó được hai kiến trúc sư Hy Lạp là Satyrus và Pythius thiết kế. Công trình cao gần 45 mét (135 feet) và mỗi mặt đều được trang trí bởi một trong bốn nhà điêu khắc nổi tiếng Hy Lạp: Bryaxis, Leochares, Scopas và Timotheus. Khi hoàn thành công trình được coi là một thành công lớn về nghệ thuật tới mức Antipater đã coi nó là một trong bảy kỳ quan thế giới. Từ lăng (mausoleum) từ đó được sử dụng chung với nghĩa là một ngôi mộ lớn, dù nguyên nghĩa "Mausol–eum" là "để vinh danh Mausol".

## Cuộc đời của Maussollos và Artemisia
Năm 377 TCN, Halicarnassus là thủ đô của một vương quốc nhỏ dọc theo bờ biển Địa trung Hải của Anatolia. Trong năm này, vị vua của vùng đất, Hecatomnus xứ Mylasa, qua đời để lại quyền cai quản vương quốc cho con trai là Mausolus. Hecatomnus, một vị phó vương của người Ba Tư, có nhiều tham vọng và đã chiếm quyền kiểm soát nhiều thành phố cũng như các tỉnh xung quanh. Ngoài Mausolus và Artemisia ông còn có nhiều con khác: Ada (được chấp nhận là mẹ của Alexander Đại Đế), Idrieus, và Pixodarus. Trong thời mình, Mausolus đã mở rộng lãnh thổ tới mức cuối cùng nó bao gồm hầu hết phía tây nam Tiểu Á. 
Maussollos, với hoàng hậu và chị mình là Artemisia đã cai trị Halicarnassus và những lãnh thổ xung quanh trong 24 năm. Dù có nguồn gốc địa phương, Maussollos nói tiếng Hy Lạp và rất ngưỡng mộ phong cách sống cũng như cách thức tổ chức chính phủ Hy Lạp. Ông đã thành lập nhiều thành phố theo kiểu Hy Lạp dọc theo bờ biển và khuyến khích các truyền thống dân chủ Hy Lạp.
Maussollos đã quyết định xây dựng một thủ đô mới, một thành phố với hệ thống phòng thủ mạnh mẽ và tráng lệ. Ông đã chọn thị trấn Halicarnassus. Nếu chiến thuyền của Mausolus phong tỏa một con kênh nhỏ, họ có thể buộc các tàu chiến địch không thể vào thành phố. Ông đã bắt đầu biến Halicarnassus trở thành thủ đô cho một vị hoàng tử chiến binh. Những người thợ của ông đào sâu cảng của thành phố và sử dụng số cát lấy lên được làm vũ khí bảo vệ phía trước kênh. Trên mặt đất, họ bố trí các quảng trường có lát đá, các đường phố, và các ngôi nhà cho người dân, phía bên kia cảng, họ xây một pháo đài-lâu đài lớn cho Mausolus, nó có vị trí tối ưu quan sát được toàn bộ mặt biển và những quả đồi sâu trong đất liền - những nơi kẻ địch dùng phát động tấn công. Những người thợ đã xây dựng những bức tường và các tháp canh ở phía trong đất liền và xây một nhà hát kiểu Hy Lạp và một đền thờ Ares, vị thần chiến tranh Hy Lạp.
Mausolus và Artemisia đã chi phần lớn số thuế thu được để trang hoàng thành phố. Họ dựng những bức tượng, những đền, những tòa nhà bằng đá mable trắng. Ở trung tâm thành phố, Mausolus dự định xây mộ cho ông sau khi qua đời. Đây sẽ là nơi thể hiện sự giàu có của ông và nữ hoàng cho người đời sau. Sau đó Mausolus qua đời năm 353 TCN để lại Artemisia với trái tim tan vỡ. (Theo phong tục tại Caria các vị vua cai trị sẽ lấy chị/em gái của chính mình. Một lý do của những cuộc hôn nhân đó là để giữ vững sự giàu có và quyền lực của gia đình.) Như một cống vật dành cho ông, bà quyết định xây dựng một lăng mộ tráng lệ nhất từng có trên thế giới. Nó trở thành một công trình nổi tiếng đến mức tên của Mausolus ngày nay đã gắn liền với mọi lăng mộ nguy nga trong thế giới hiện đại với từ mausoleum (lăng mộ - tiếng Anh). Công trình cũng đẹp đẽ và độc đáo tới mức nó đã trở thành một trong Bảy kỷ quan Thế giới Cổ đại. 
Ngay sau khi việc xây dựng được tiến hành, Artemisia gặp rắc rối. Rhodes, một hòn đảo trên biển Aegean giữa Hy Lạp và Tiểu Á, nơi từng bị Mausolus chinh phục. Khi nghe được về cái chết của ông đã nổi loạn và gửi một hạm đội tới chiếm thành phố Halicarnassus. Biết rằng hạm đội của Rhodes đang trên đường tới, Artemisa đã xây dựng hạm đội của riêng mình tại một vị trí bí mật ở phía cực đông cảng thành phố. Sau khi quân lính từ hạm đội của Rhodes lên bờ tấn công, hạm đội của Artemisia đã tiến hành một cuộc hành quân bất ngờ, chiếm hạm đội của Rhodes và kéo chúng ra ngoài biển. 
Artemisia cho quân sang chiếm các tàu địch và đi thẳng sang Rhodes. Nghĩ rằng các con tàu của mình đang quay lại cùng với chiến thắng, người Rhodes không phòng bị và thành phố nhanh chóng bị chiếm giữ, cuộc nổi loạn bị dẹp yên. 
Artemisa chỉ sống thêm hai năm sau khi chồng bà qua đời. Vì thế, các bình đựng tro hỏa táng của họ được đặt trong một lăng mộ còn chưa hoàn thành. Theo nghi lễ tang, thân xác của rất nhiều loài động vật được đặt trên các bậc cầu thang dẫn vào mộ, sau đó các bậc cầu thang được đổ đầy đá và gạch, hàn kín lối vào. Theo nhà sử học Pliny, những người thợ thủ công đã quyết định ở lại và hoàn thành nốt công việc sau khi vua và hoàng hậu qua đời "cần nhớ rằng đó từng là một đài kỉ niệm cho danh tiếng của chính họ và của nghệ thuật điêu khắc."

## Quá trình xây dựng Mausoleum
Artemisia đã quyết định rằng bà sẽ không tiếc một chi phí nào cho việc xây dựng lăng mộ. Bà đã gửi những sứ đoàn tới Hy Lạp để tìm kiếm những nghệ sĩ tài danh nhất thời ấy. Trong số họ có Scopas, người đã giám sát công việc sửa chữa Đền Artemis tại Ephesus. Những nhà điêu khắc nổi tiếng khác như Bryaxis, Leochares và Timotheus cũng đã tham gia vào công trình cùng hàng trăm thợ thủ công tài năng khác.
Lăng mộ được dựng lên trên một quả đồi nhìn xuống thành phố. Toàn bộ cấu trúc nằm trong một sân kín. Ở giữa sân là một bục đá, lăng mộ được xây trên bục đá này. Một cầu thang với những con sư tử đá ở hai bên dẫn tới đỉnh bục đá đó. Dọc bức tường ngoài của nó là nhiều bức tượng thể hiện các vị thần cả nam và nữ. Mỗi góc có các bức tượng chiến binh bằng đá, đang ngồi trên mình ngựa canh gác cho ngôi mộ.

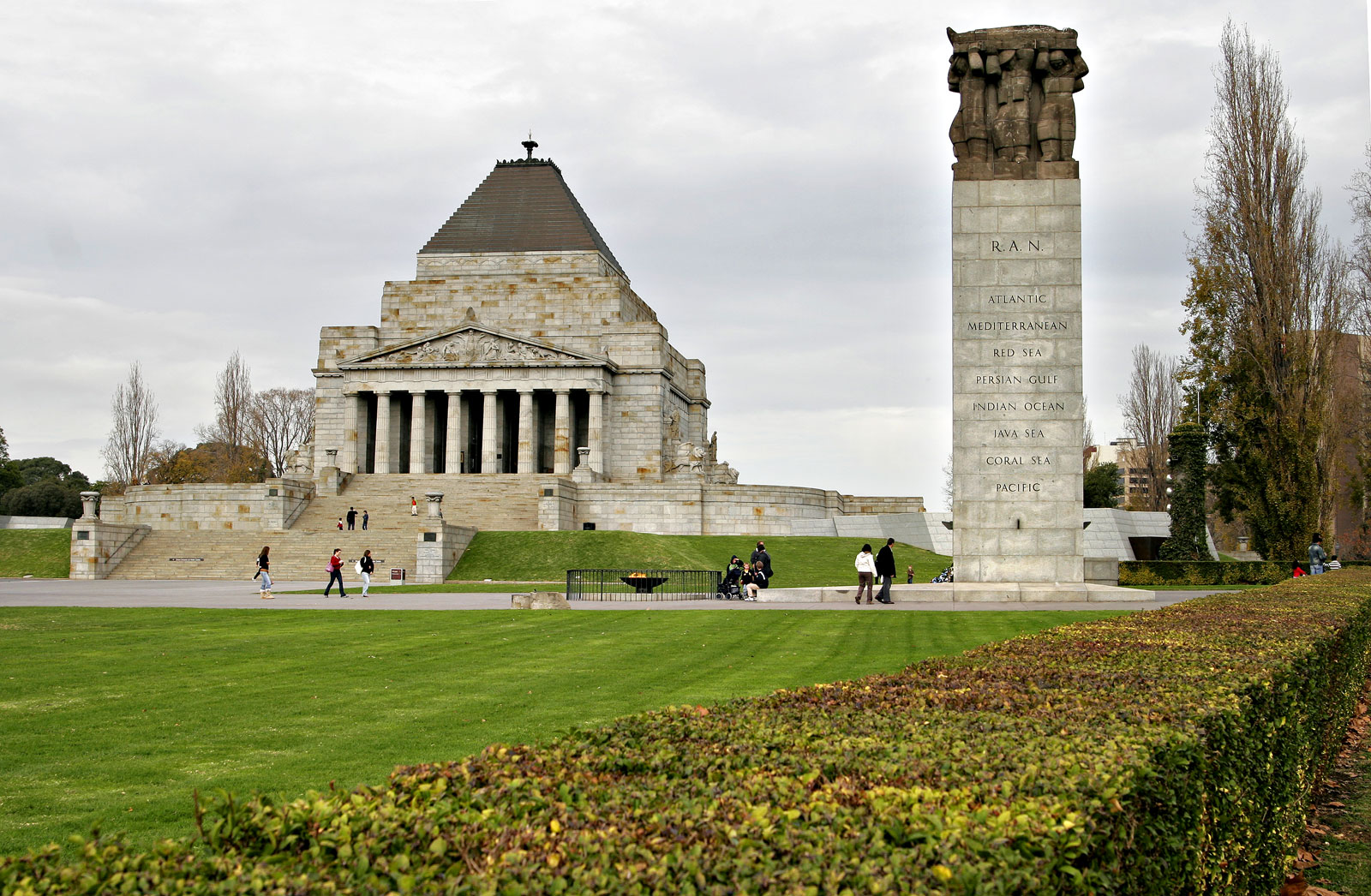
Thiết kế Nhà tưởng niệm tại Melbourne lấy cảm hứng từ thiết kế của Mausoleum.

Tại trung tâm của bục là ngôi mộ. Được làm phần lớn bằng đá cẩm thạch, công trình mọc lên với hình dáng một khối vuông, thon nhọn bên trên, phần thon này chiếm khoảng một phần ba chiều cao của lăng mộ (45 mét (135-foot). Phần này được trang trí bằng các bức điêu khắc thể hiện các cảnh hoạt động trong lịch sử/thần thoại Hy Lạp. Một phần thể hiện trận đánh của người Centaurs với người Lapiths. Một phần khác thể hiện những người Hy Lạp đang chiến đấu với người Amazons, một bộ tộc của những chiến binh nữ.
Phần chóp này của lăng mộ được đỡ bởi ba sáu cột mỏng, chín cột mỗi mặt, với chiều cao bằng một phần ba chiều cao chính. Ở giữa mỗi hai cột là một bức tượng khác. Đằng sau các cột là một khối chắc đỡ trọng lượng to lớn của mái lăng mộ.
Mái, chiếm đa số trọng lượng phần này, được xây dựng theo hình thức kim tự tháp bậc. Trên đỉnh mái là một cỗ xe bốn ngựa: bốn chú ngựa lớn kéo một chiếc xe trong đó có hình Mausolus và Artemisia.

## Mausoleum ở thời trung cổ và thời hiện đại
Mausoleum đã đứng nhìn xuống thành phố Halicarnassus trong nhiều thế kỷ. Nó không bị động tới khi thành phố rơi vào tay Alexander Đại Đế năm 334 TCN và cũng không bị hư hại gì sau những cuộc tấn công của hải tặc năm 62 và 58 TCN. Nó đúng trên những tàn tích của thành phố trong khoảng 16 thế kỷ. Sau đó một loạt những trận động đất làm gãy vụn các cột khiến chiến binh bằng đá rơi xuống đất. Tới năm 1404 chỉ phần móng của Mausoleum còn thực sự nhận ra được.
Đầu thế kỷ mười lăm, Các hiệp sĩ dòng St John Malta đã xâm chiếm vùng này và xây dựng một lâu đài lớn. Khi quyết định củng cố nó năm 1494, họ đã sử dụng những viên đá lấy về từ Mausoleum. Năm 1522 những lời đồn đại về một cuộc tấn công của người Thổ Nhĩ Kỳ khiến các chiến binh thập tự chinh phải củng cố lại lâu đài ở Halicarnassus (khi ấy được gọi là Bodrum) và đa phần những thứ còn lại của lăng mộ đã bị đập vỡ và sử dụng để xây các bức tường pháo đài. Những phần đá cẩm thạch bóng của lăng mộ hiện vẫn còn có thể quan sát thấy.
Vào thời điểm đó một đội hiệp sĩ đã đi vào phần móng lăng mộ và khám phá ra một căn phòng có chứa một quan tài lớn. Trong mọi ghi chép về sự kiện này, ta đều thấy một lời kể như nhau: đội hiệp sĩ cho rằng khi ấy đã quá muộn để mở ngay chiếc quan tài quyết định để tới buổi sáng hôm sau sẽ quay lại nhưng họ chỉ thấy mọi thứ đã bị cướp phá và những đồ vàng bạc châu báu có thể có ở trong đã sạch trơn. Xác của Mausolus và Artemisia cũng đã mất. Các hiệp sĩ cho rằng những người dân làng Moslem đã tiến hành vụ trộm cắp đó, nhưng có lẽ chính một số chiến binh thập tự chinh trong số họ đã làm việc đó. Trên các bức tường của một ngôi mộ nhỏ bên cạnh đó chúng ta tìm thấy một câu chuyện khác. Những cuộc nghiên cứu do các nhà khảo cổ học tiến hành trong thập kỷ 1960 cho thấy một thời gian dài trước khi các hiệp sĩ có mặt tại đó, những kẻ trộm mồ mả đã đào một được hầm dưới phòng mộ, lấy đi mọi thứ trong đó. Cũng chính lăng mộ đã cung cấp bằng chứng cho thấy có lẽ giả thuyết gần với thực tế nhất là Mausolus và Artemisia đã được hỏa táng, vì thế chỉ một bình tro của họ được đặt bên trong phòng mộ. Điều này giải thích tại sao thân thể họ đã không được tìm thấy.
Trước khi xay và đốt đa phần những tàn tích điêu khắc sót lại của lăng mộ để làm vôi và vữa trát, các hiệp sĩ đã mang đi nhiều tác phẩm nghệ thuật và treo chúng trong lâu đài Bodrum. Chúng tiếp tục ở đó trong nhiều thế kỷ. Vào thời ấy, đại sứ Anh đã mang đi nhiều bức tượng từ lâu đài, chúng hiện được trưng bày tại Bảo tàng Anh.
Năm 1852 Bảo tàng đã cử nhà khảo cổ học Charles Thomas Newton tới tìm kiếm các di tích khác của Mausoleum. Ông phải đối mặt với một vấn đề khó khăn. Ông không biết vị trí chính xác của lăng mộ và số tiền để mua lại những khoảnh đất gần đó để tìm kiếm lại đắt đến như vậy. Vì thế Newton đã nghiên cứu những lời ghi chép của các học giả cổ đại như Pliny để tìm kiếm vị trí gần đúng nhất của công trình. Đào sâu xuống, Newton đã tìm kiếm tại những vùng xung quanh qua các đường hầm ông đào xuống dưới những mảnh đất nhỏ quanh đó. Ông định vị được một số bức tường, một cầu thang và cuối cùng là ba góc của móng. Nhờ vậy, Newton xác định rõ được những mảnh đất cần mua.
Sau đó Newton đã khai quật địa điểm và tìm thấy những mảnh điêu khắc từng được dùng trang trí cho bức tường công trình cũng như những phần của chiếc mái dốc. Một bánh xe trận bằng đá đường kính 2 mét (7 feet) cũng được tìm thấy, nó là một phần của bức điêu khắc trên mái Mausoleum. Cuối cùng ông đã tìm thấy những bức tượng Mausolus và Artemisia từng đứng trên tháp của công trình.
Từ năm 1966 tới 1977, Mausoleum đã được Giáo sư Kristian Jeppesen của Đại học Aarhus, Đan Mạch nghiên cứu kỹ lưỡng. Ông đã cho xuất bản một tác phẩm sáu tập về với tên gọi "The Maussolleion at Halikarnassos". 
Vẻ đẹp của Mausoleum không phải từ riêng kết cấu công trình mà còn từ những trang trí và các bức tượng bên ngoài trên mỗi bậc mái. Có hàng chục bức tượng con người, sư tử, ngựa và các loài động vật khác nhiều kích cỡ từ ngang bằng, nhỏ hơn tới to hơn thực tế. Bốn nhà điêu khắc Hy Lạp đã tạo nên những bức tượng đó là: Bryaxis, Leochares, Scopas, và Timotheus, mỗi người chịu trách nhiệm một mặt. Bởi vì các bức tượng đều là tượng người và thú vật, nên Mausoleum có một vị trí đặc biệt trong lịch sử, bởi vì nó không dành cho các vị thần Hy Lạp cổ đại.
Hiện nay, toà lâu đài Các hiệp sĩ Malta to lớn vẫn đứng sừng sững tại Bodrum, và những phiến đá bóng cũng như các khối đá cẩm thạch lấy từ Mausoleum vẫn có thể được nhận ra trong đó. Tại địa điểm của Mausoleum chỉ nền móng của công trình từng là một trong bảy kỳ quan thế giới còn sót lại, cùng với một bảo tàng nhỏ. Một số bức điêu khắc còn tồn tại hiện được trưng bày trong Bảo tàng Anh tại Luân Đôn. Chúng gồm những mảnh của các bức tượng và nhiều phiến đá kiến trúc thể hiện trận đánh giữa người Hy Lạp và người Amazons. Những hình ảnh của Mausolus và hoàng hậu vẫn còn được thấy trên một số di tích đã bị vỡ của lăng mộ.